# Strażnica WOP Toporów

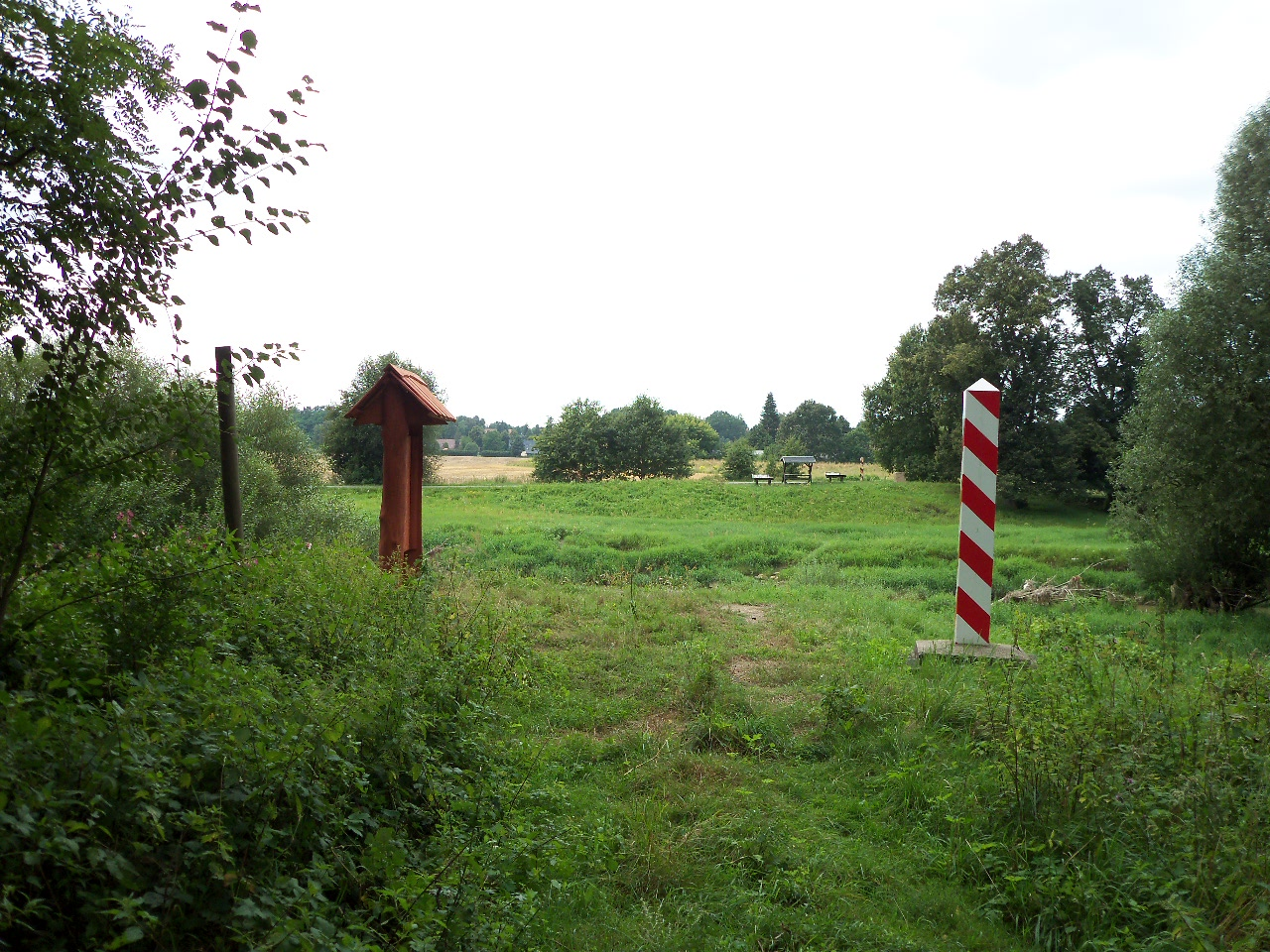
Znak graniczny w Prędocicach (Toporowie) (lipiec 2013)

Strażnica Wojsk Ochrony Pogranicza Toporów – nieistniejący obecnie podstawowy pododdział graniczny Wojsk Ochrony Pogranicza pełniący służbę graniczną na granicy z Niemiecką Republiką Demokratyczną.

## Formowanie i zmiany organizacyjne
Latem 1949, została sformowana strażnica WOP nr 20a Toporów. Służbę w ochronie granicy państwowej rozpoczęła 5 września 1949, w strukturze 18 batalionu Ochrony Pogranicza, a 1 stycznia 1951 84 batalionu WOP w Zgorzelcu.
Od 15 marca 1954 wprowadzono nową numerację strażnic, a strażnica WOP Toporów I kategorii otrzymała nr 26 w skali kraju.
W 1956 rozpoczęto numerowanie strażnic na poziomie brygady. Strażnica I kategorii Toporów była 26. w 8 Brygadzie Wojsk Ochrony Pogranicza. 
W 1960, po kolejnej zmianie numeracji, strażnica posiadała numer 2 i zakwalifikowana była do kategorii II w 8 Łużyckiej Brygadzie WOP.
W 1964 Strażnica WOP nr 1 Toporów uzyskała status strażnicy lądowej i zaliczona została do II kategorii .

## Ochrona granicy
W 1968 zainstalowano i włączono do eksploatacji urządzenia podczerwieni typu US-1861 na całym odcinku strażnicy Toporów.

## Strażnice sąsiednie
- 19 strażnica OP Bielawa Dolna ⇔ 20 strażnica OP Sobolice – 05.09 1949
- 25 strażnica WOP Bielawa Dolna I kat. ⇔ 27 strażnica WOP Sobolice I kat. – 1956
- 3 strażnica WOP Bielawa Dolna II kat. ⇔ 1 strażnica WOP Sobolice II kat. – 01.01.1960
- 2 strażnica WOP Bielawa Dolna lądowa II kat. ⇔ 21 strażnica WOP Sobolice lądowa – 01.01.1964.

## Dowódcy strażnicy
- sierż. Franciszek Buraczewski (do 1952).